# Palacio Dandolo Farsetti
El palacio Dandolo Farsetti, en véneto ca' Farsetti, es un edificio civil italiano ubicado en el sestiere de San Marco frente al Gran Canal y cerca del puente de Rialto en Venecia. En la actualidad es sede del ayuntamiento de la ciudad, junto con el palacio Corner Piscopia-Loredan.

## Historia
El edificio se construyó en el siglo XIII por voluntad del dux Enrico Dandolo, que lo hizo de solo dos alturas. Federigo Contarini lo compró en 1440 y le añadió una planta más. En torno a 1670 lo adquirió la familia Farsetti, los cuales a lo largo del siglo XVII establecieron en la propiedad una suerte de centro cultural abierto a intelectuales, artistas, vecinos y visitantes extranjeros, donde se podía encontrar una rica y variada colección de obras de arte, completada por una bien provista biblioteca.
El último miembro de la casa fue Anton Francesco que, abrumado por las deudas, cerró en 1788 la galería y comenzó a vender las obras. Tras su muerte, su viuda, Andriana da Ponte, heredera de la propiedad lo convirtió en hotel. En 1826 lo adquirió el ayuntamiento de Venecia para establecer su sede.

## Descripción
La fachada del edificio tiene tres niveles, más uno intermedio. Los dos primeros son los originales, incluyendo el porche al nivel del Gran Canal de estilo Veneciano-Bizantino. La segunda planta y el piso intermedio son producto de trabajos renacentistas.
La planta a nivel del terreno posee un pórtico cerrado por cinco arcos sostenidos por cuatro columnas corintias, estructuralmente análogo al de la contigua Ca' Loredan. La fachada de la planta noble destaca por sus quince vanos con arco de medio punto, en la cual una larga balaustrada marca la división de plantas.
En el interior es notable la escalinata del ala derecha, obra que los Farsetti realizaron en el siglo XVIII, y el salón de la planta noble, con estucos de la misma época.